# Saison 1959-1960 de la WHL
Saison précédente Saison suivante
La saison 1959-1960 est la huitième saison de la Western Hockey League. Sept équipes jouent 70 matchs de saison régulière à l'issue de laquelle les Canucks de Vancouver sont sacrés champions de la Coupe du président.

## Saison régulière

### Classement
| Clt   | Équipe                | PJ | V  | D  | N | BP  | BC  | Pts |
| ----- | --------------------- | -- | -- | -- | - | --- | --- | --- |
| +001, | Canucks de Vancouver  | 70 | 44 | 20 | 6 | 230 | 177 | 94  |
| +002, | Totems de Seattle     | 70 | 38 | 28 | 4 | 270 | 219 | 80  |
| +003, | Cougars de Victoria   | 70 | 37 | 29 | 4 | 227 | 194 | 78  |
| +004, | Flyers d'Edmonton     | 70 | 37 | 29 | 4 | 246 | 240 | 78  |
| +005, | Stampeders de Calgary | 70 | 32 | 36 | 2 | 245 | 227 | 66  |
| +006, | Warriors de Winnipeg  | 70 | 25 | 42 | 3 | 224 | 262 | 53  |
| +007, | Comets de Spokane     | 70 | 19 | 48 | 3 | 201 | 324 | 41  |

- En gras : vainqueur de la saison régulière
- En italique : qualifié pour les séries éliminatoires

### Meilleurs pointeurs
| Clt | Joueur             | Équipe    | PJ | B  | A  | Pts |
| --- | ------------------ | --------- | -- | -- | -- | --- |
| 1   | Guyle Fielder      | Seattle   | 69 | 31 | 64 | 95  |
| 2   | William MacFarland | Seattle   | 70 | 35 | 51 | 86  |
| 3   | Rudy Filion        | Seattle   | 70 | 36 | 49 | 85  |
| 4   | Lou Jankowski      | Calgary   | 70 | 42 | 42 | 84  |
| 5   | Art Jones          | Victoria  | 70 | 35 | 44 | 79  |
| 6   | Marc Boileau       | Seattle   | 68 | 32 | 45 | 77  |
| 7   | Tom McVie          | Seattle   | 70 | 27 | 44 | 71  |
| 8   | Gene Achtymichuk   | Edmonton  | 67 | 20 | 51 | 71  |
| 9   | Colin Kilburn      | Vancouver | 70 | 23 | 47 | 70  |
| 10  | Roger DeJordy      | Edmonton  | 70 | 34 | 34 | 68  |

## Séries éliminatoires
Les quatre premières équipes de la saison régulière sont qualifiées pour les séries : le premier rencontre le quatrième, le deuxième rencontre le troisième et les vainqueurs jouent la finale. Le premier tour est joué au meilleur des 7 matchs, la finale au meilleur des 9 matchs.
|  | Demi-finales | Demi-finales         | Demi-finales | Demi-finales        |   |                      | Finale | Finale | Finale | Finale |
|  |              |                      |              |                     |   |                      |        |        |        |        |
|  |              |                      |              |                     |   |                      |        |        |        |        |
|  | 1            | Canucks de Vancouver | 4            | 4                   |   |                      |        |        |        |        |
|  | 1            | Canucks de Vancouver | 4            | 4                   |   |                      |        |        |        |        |
|  | 4            | Flyers d'Edmonton    | 0            | 0                   |   |                      |        |        |        |        |
|  | 4            | Flyers d'Edmonton    | 0            | 0                   | 1 | Canucks de Vancouver | 5      | 5      |        |        |
|  |              |                      |              |                     | 1 | Canucks de Vancouver | 5      | 5      |        |        |
|  |              |                      | 3            | Cougars de Victoria | 2 | 2                    |        |        |        |        |
|  | 2            | Totems de Seattle    | 3            | Cougars de Victoria | 2 | 2                    | 0      | 0      |        |        |
|  | 2            | Totems de Seattle    |              |                     |   |                      |        | 0      |        |        |
|  | 3            | Cougars de Victoria  | 4            | 4                   |   |                      |        |        |        |        |
|  | 3            | Cougars de Victoria  | 4            | 4                   |   |                      |        |        |        |        |

## Récompenses

### Trophée collectif
| Coupe du président : Vainqueurs des séries | Canucks de Vancouver |

### Trophées individuels
| Outstanding Goalkeeper Award : Meilleur gardien | Hank Bassen, Canucks de Vancouver      |
| Leading Scorer Award : Meilleur pointeur        | Guyle Fielder, Totems de Seattle       |
| George Leader Cup : Meilleur joueur             | Hank Bassen, Canucks de Vancouver      |
| Rookie Award : Meilleure recrue                 | Norman Waslawski, Warriors de Winnipeg |

### Équipe d'étoiles
Les six joueurs suivants sont élus dans l'équipe d'étoiles :
- Gardien : Hank Bassen, Canucks de Vancouver
- Défenseur : Gordon Sinclair, Totems de Seattle
- Défenseur : Brenton Macnab, Canucks de Vancouver
- Ailier gauche : Lou Jankowski, Stampeders de Calgary
- Centre : Guyle Fielder, Totems de Seattle
- Ailier droit : Allan Johnson, Comets de Spokane

## Match des étoiles
Le Match des étoiles se déroule à Edmonton le 12 janvier 1960. L'équipe de la division Coast bat celle de la division Prairie 5 buts à 3.